# Bačka Topola
Bačka Topola (Servisch: Бачка Топола, Hongaars: Topolya) is een gemeente in het Servische district Noord-Bačka.
Bačka Topola telt 38.245 inwoners (2002). De oppervlakte bedraagt 596 km², de bevolkingsdichtheid is 64,2 inwoners per km².
De meerderheid van de bevolking behoort tot de Hongaarse minderheid in Servië.

## Plaatsen in de gemeente

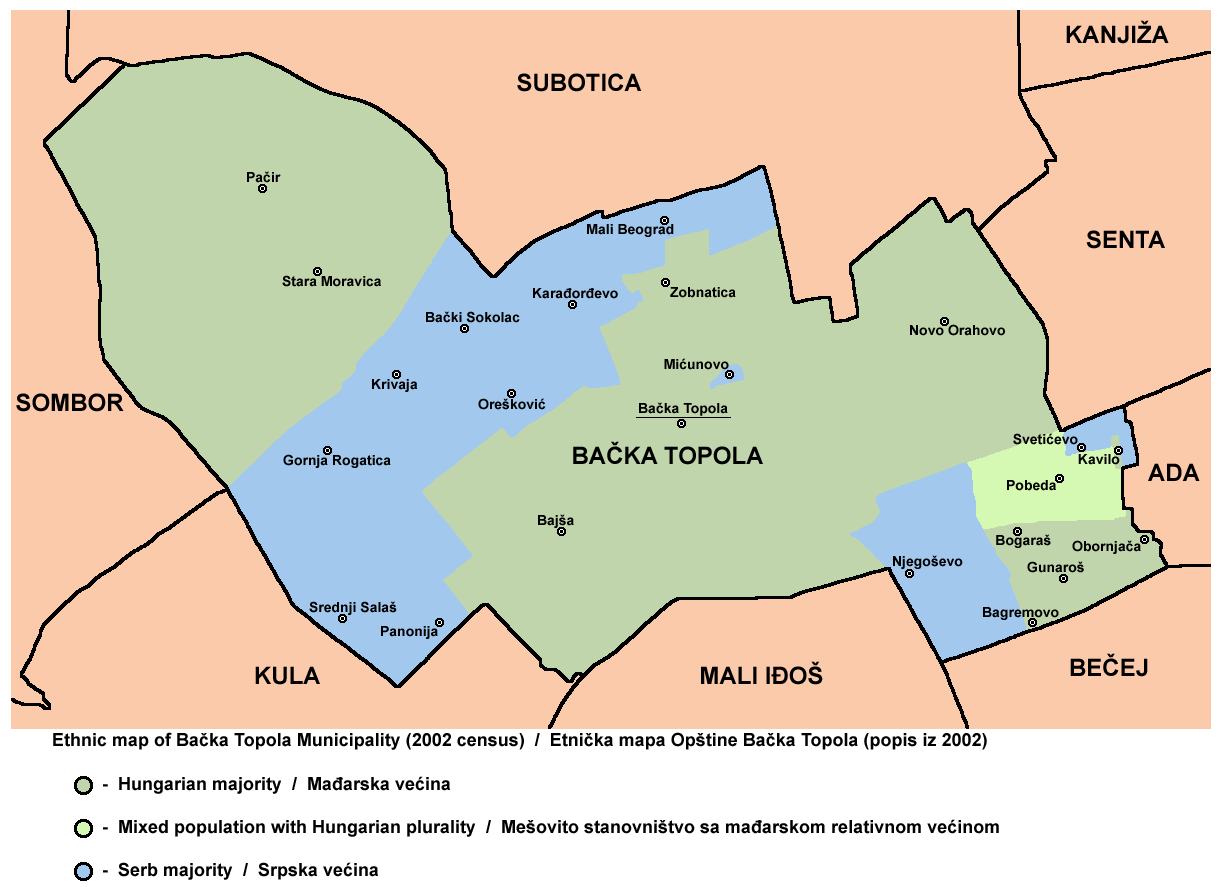
Etnische samenstelling gemeente

De gemeente Bačka Topola omvat de gelijknamige plaats Bačka Topola en de volgende dorpen:
- Bagremovo
- Bajša
- Bački Sokolac
- Bogaraš
- Gornja Rogatica
- Gunaroš
- Zobnatica
- Kavilo
- Karađorđevo
- Krivaja
- Mali Beograd
- Mićunovo
- Novo Orahovo
- Njegoševo
- Obornjača
- Tomislavci (Orešković)
- Panonija
- Pačir
- Pobeda
- Svetićevo
- Srednji Salaš
- Stara Moravica

## Geboren
- Nikola Žigić (1980), voetballer
- Dušan Tadić (1988), voetballer